# Platycerus virescens
Platycerus virescens là một loài bọ cánh cứng trong họ Lucanidae. Loài này được F. mô tả khoa học năm 1775.